# Adam Zarzycki
Adam Andrzej Zarzycki (ur. 19 marca 1955 w Tarłowie) – polski samorządowiec, w latach 1998–2014 i następnie 2018–2024 burmistrz Cedyni.

## Życiorys
Uzyskał wyższe wykształcenie. W październiku 1998 roku został wybrany burmistrzem Cedyni. W wyborach samorządowych w 2002 roku uzyskał reelekcję w pierwszej turze otrzymując 1477 głosów (67,32%). W 2006 roku ponownie uzyskał mandat burmistrz gminy, otrzymał wówczas 1197 głosów (59,79%). W wyborach w 2010 roku ponownie został wybrany burmistrzem w pierwszej turze otrzymując 1110 głosów (52,16%). W 2011 roku zgłosił, że jego dom został pomalowany farbą, jednocześnie motywując to wojną paliwową i papierosową na przygranicznym targowisku. W lipcu 2013 roku Gazeta Wyborcza opublikowała artykuł, w którym zarzucano burmistrzowi przyjęcie łapówki na kwotę 100 tys. euro oraz 30 tys. zł za zmianę planu zagospodarowania działki. W 2014 roku Centralne Biro Antykorupcyjne umorzyło śledztwo.
W wyborach w 2014 roku bezskutecznie ubiegał się o reelekcję na stanowisku burmistrza, przegrał w drugiej turze z Gabrielą Kotowicz otrzymując 1002 głosy (44,18%). 4 grudnia tego samego roku Kotowicz objęła urząd. W 2018 roku powrócił na stanowisko burmistrza, wygrywając w pierwszej turze z Kotowicz uzyskał 1099 głosów (51,64%). 23 listopada tego samego roku został zaprzysiężony na stanowisku. W wyborach samorządowych w 2024 roku bezskutecznie ubiegał się o reelekcję, przegrał w pierwszej turze głosowania z Piotrem Głowniakiem, otrzymując 785 głosów (44,40%).

## Życie prywatne
Jest żonaty, para wychowuje córkę.